# Alexandrion

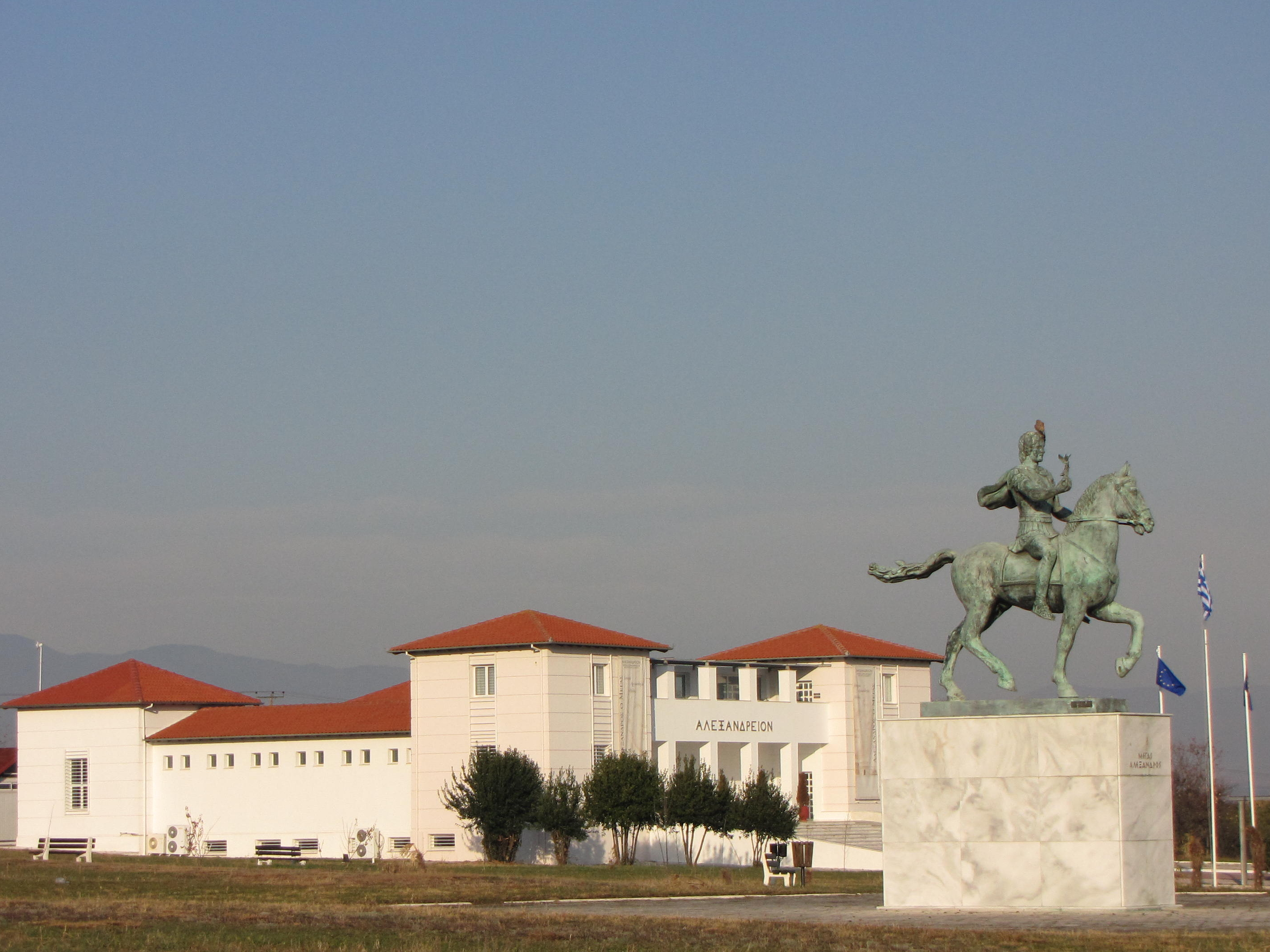
Das Alexandrion

Das Alexandrion (griechisch Αλεξάνδρειον), ein Gebäude des internationalen „Alexander der Große Instituts“, ist eine private Einrichtung von im Ausland lebenden Makedonen. Diese aus Makedonien stammenden Griechen hatten die Idee, in ihrer Heimat, am Fuße des Olymp, in der Nähe des Zeusheiligtums in Dion, ein Monument zu errichten, das ein Symbol ihrer Verbundenheit mit ihrer Heimat sein sollte und gleichzeitig als Ort der Begegnung gedacht war. Es wurde 1992 gegründet. Der Hauptsitz des Instituts ist in New York City, das örtliche Direktorium hat seinen Sitz in Katerini.

## Lage
Das Alexandrion ist unmittelbar nördlich der Autobahn A1 zwischen Athen und Thessaloniki in der Nähe der Ausfahrt Litochoro zu erreichen.

## Aufgabe

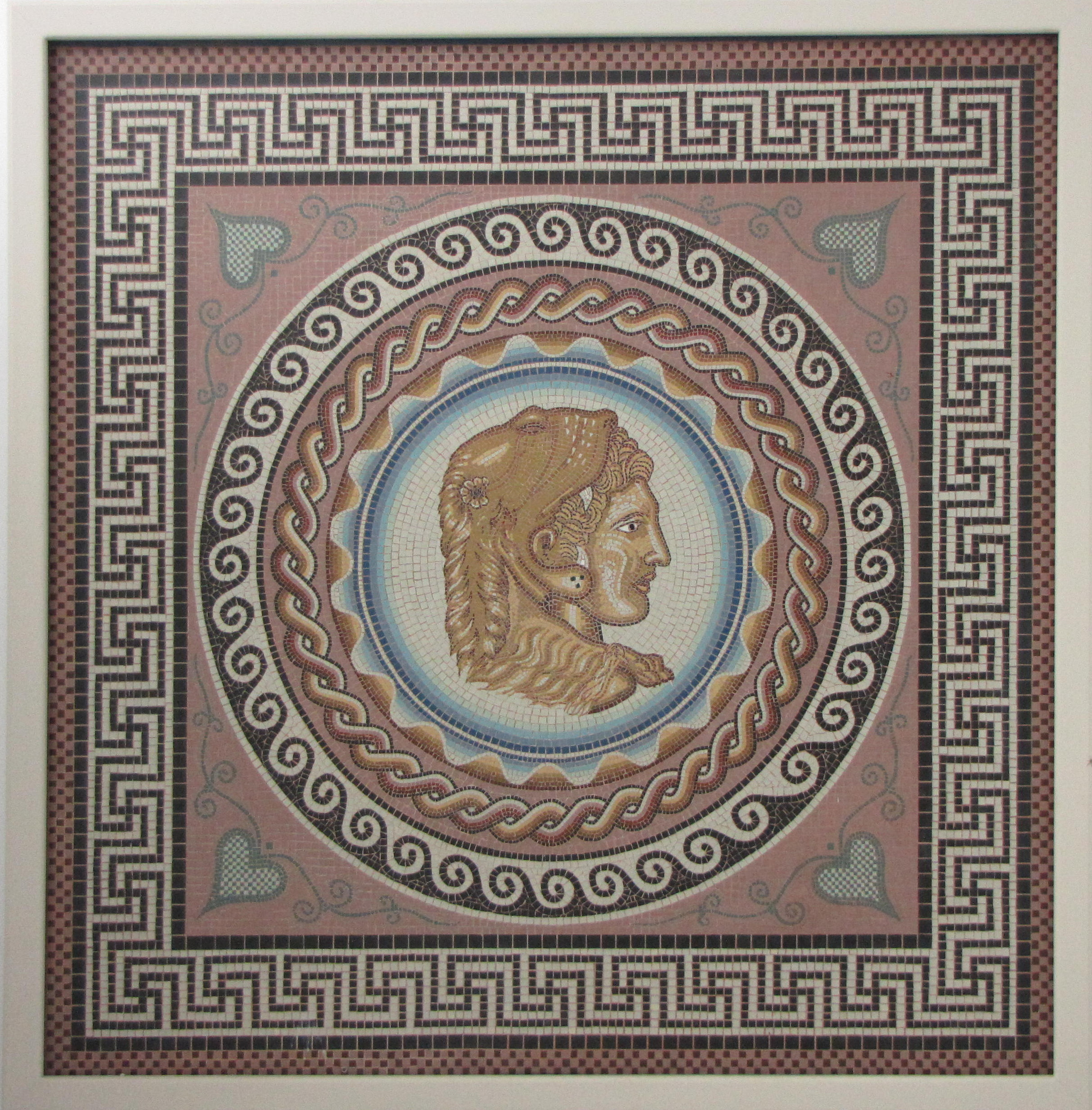
Mosaik mit der Abbildung Alexanders des Großen

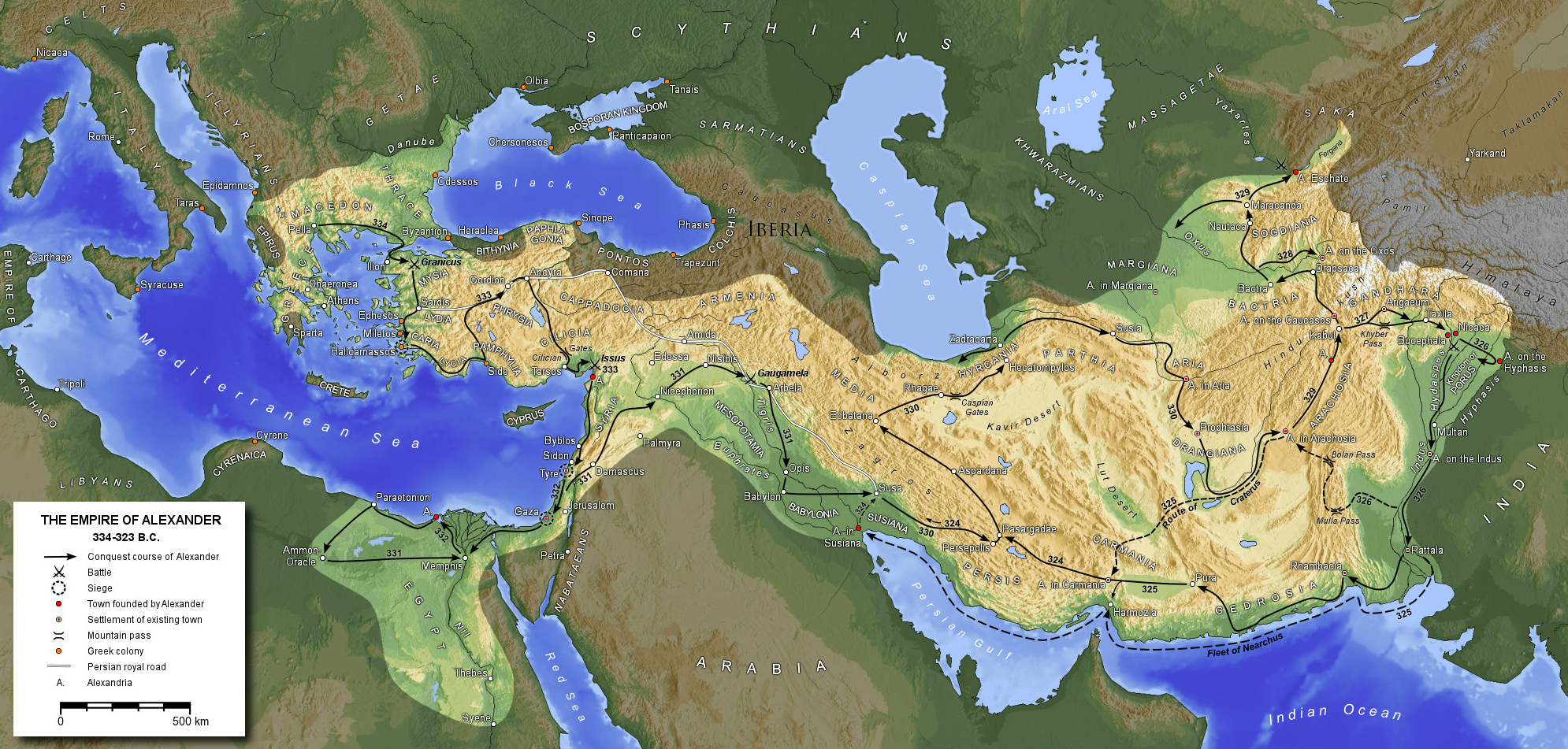
Das makedonische Imperium

Die Ziele des Instituts sind wohltätiger, geistiger, sozialer, künstlerischer und kultureller Art. Besonderen Wert genießt die Bewahrung und Verbreitung der griechischen Sprache und griechischer Traditionen. Es werden Ausstellungen und Seminare veranstaltet, des Weiteren dient das Alexandrion repräsentativen Zwecken. So waren neben dem ehemaligen griechischen Staatspräsidenten Papoulias weitere hohe in- und ausländische Persönlichkeiten zu Gast. Es finden Konzerte, Vorträge und nach Absprache auch Führungen statt.

## Ausstellung
Alle in dem U-förmigen Gebäude ausgestellten Bilder, Schautafeln und Exponate haben einen Bezug zu Alexander dem Großen. Beginnend mit seinem Geburtsort Pella werden alle Stationen seines kurzen Lebens beleuchtet. Die größte Schautafel zeigt seinen Feldzug von Makedonien aus bis nach Indien. Die einzelnen Stationen dieser Kampagne sind detailliert dargestellt.
Griechisch und englisch kommentierte Schautafeln von Vergina, Pella und Dion erläutern Alexanders Wirken an diesen Orten. Hervorzuheben ist eine Karte, auf der alle antiken makedonischen Orte gekennzeichnet sind, und eine Kopie des Alexandermosaiks aus Pompei.